# Glandulinoides
Glandulinoides es un género de foraminífero bentónico de la Subfamilia Glandulininae, de la Familia Glandulinidae, de la Superfamilia Polymorphinoidea, del Suborden Lagenina y del Orden Lagenida. Su especie-tipo es Glandulinoides yunnanensis. Su rango cronoestratigráfico abarca el Carniense (Triásico superior).

## Discusión
Clasificaciones previas incluían Glandulinoides en la Superfamilia Nodosarioidea.

## Clasificación
Glandulinoides incluye a la siguiente especie:
- Glandulinoides yunnanensis'' †